# Wolf-Gerhard Wehnert
Wolf-Gerhard Wehnert (* 3. Oktober 1961 in Hamburg-Wilhelmsburg) ist ein Hamburger Politiker der SPD und ehemaliges Mitglied der Hamburgischen Bürgerschaft.
Von 2003 bis zu seiner fristlosen Entlassung am 27. September 2007 war Wehnert als Geschäftsführer des Landesbundes der Gartenfreunde Hamburg e.V. tätig. Er ist mit der Erzieherin Anja Wehnert verheiratet. Von 2001 bis 2004 (17. Wahlperiode) war er Mitglied der Hamburgischen Bürgerschaft.